# 若林茂熙
若林 茂熙（わかばやし しげき、1939年2月21日 - ）は国画会会員の画家。佐賀県佐賀市出身。父は画家若林景光、弟は画家若林夏生。

## 略歴
- 1939年 - 佐賀県生まれ。佐賀市立勧興小学校、佐賀市立成章中学校、佐賀県立佐賀高等学校卒業。
- 1967年 - 東京藝術大学大学院油画科修了。国展出品、新人賞受賞。以後、毎年出品。
- 1971年 - 個展を開く。
- 1972年 - 伊香保グランドホテル壁画完成（油絵6000号）。オペラの舞台美術始める。
- 1974年 - 全日本美術協会展出品。
- 1976年 - 林武追想展出品（日動サロン）。
- 1978年 - 東京展出品（推薦）。
- 1979年 - 東京宝塚劇場緞帳製作。東京展出品（推薦）。個展。
- 1980年 - 東京展出品（推薦）。
- 1981年 - 東京展出品（推薦）。
- 1982年 - 九州エネルギー博物館壁画製作。
- 1983年 - 日生劇場20周年記念公演モーツァルト四大オペラ装置製作。
- 1986年 - 福相寺壁画制作。
- 1988年 - 個展。
- 1989年 - 個展（アート、ウオール） 以降、文化庁移動芸術祭オペラ公演舞台美術。佐賀市文化会館緞帳原画製作。
- 1990年 - 舞台美術【トリスタントとイゾルデ】（日生劇場）。舞台美術【こうもり】（五反田、新宿文化センター）。
- 1991年 - 舞台美術【モーツァルト六大オペラ】（日生劇場）。舞台美術【金閣寺】（オーチャードホール）。舞台美術【ドン・ジョバンニ】。
- 1992年 - 舞台美術【夕鶴】（オペラ教室）。舞台美術【フィガロの結婚】（山梨県民ホール）。舞台美術【セヴィリヤの理髪師】（日生劇場）。舞台美術【コシフアン・トゥッテ】（パルティノン多摩）。
- 1993年 - 舞台美術（セット、衣装、ポスターデザイン含む）【沈黙】（日生劇場）。舞台美術【魔笛】（愛知芸術文化劇場）。舞台美術【こうもり】（アルカイックホール）。
- 1994年 - 国展選抜展出品。CORENTE創立。舞台美術（セット、ポスターデザイン含む）【フィデリオ】（上野）。舞台美術【魔笛】（アルカイックホール）。舞台美術【夕鶴】（日生劇場、新宿文化センター）。舞台美術【セビィリヤの理髪師】（文化庁移動芸術祭）。舞台美術【ドン・ジョバンニ】（愛知芸術文化劇場）。舞台美術【ヘンゼルとグレーテル】（洗足、新川）。
- 1995年 - 国展受賞。現代美術選抜展出品（文化庁移動芸術祭）。舞台美術【ナクソス島のアリアドネ】（なかのZERO）。舞台美術【沈黙】（日生劇場）。舞台美術【魔笛】（オペラ教室）。舞台美術【ヘンゼルとグレーテル】（洗足）。
- 1996年 - 国画会会員小品展（日本橋髙島屋）。小野田記念館タベストリー原画製作。舞台美術【夕鶴】（NASAツアー、オペラ教室）。舞台美術【こうもり】（新宿文化センター）。
- 2000年 - 【夕鶴】（横須賀)【パルシファイル】（アルカイックホール）、ローデンブルク国際芸術博覧会で批評家賞金賞、名誉市民任命、13の視線展（銀座ギャラリー向日葵）
- 2001年 - 【夕鶴】（ウズベキスタン、カザフスタン） 第2回13の視線展（銀座ギャラリー向日葵）【兵士の物語】
- 2002年 - 第3回13の視線展（銀座ギャラリー向日葵）、屏風絵・二曲一双「風」（福相寺）、「コシ･ファン･トゥッテ」（アルカイックホール）、国際ファミリーフェステバル（日生劇場）、Take off14展（アートギャラリー樹）
- 2003年 - 第4回13の視線展（銀座ギャラリー向日葵）、東京国展(日本橋高島屋）、ファミリーコンサート（日生劇場）、Take off15展（アートギャラリー樹）
- 2004年 - [コシ･ファン･トゥィテ]（関西二期会）洗足、東京国展（日本橋高島屋）、チャリティーコンサート（日生劇場）、「フィガロの結婚」（NHK）（新宿文化センター）、第5回13の視線展（銀座ギャラリー向日葵）
- 2005年 - 【運命の力】(神奈川県民ホール）、【夕鶴】（日生劇場）、日韓友好記念【夕鶴】（韓国国立劇場）、第6回13の視線展（銀座ギャラリー向日葵）国画会SIX展（藤沢アートスペースキテーネ）
- 2006年 - 第7回13の視線展（銀座ギャラリー向日葵）